# Beit Aghion
Pour les articles homonymes, voir Aghion.
Le Beit Aghion (en hébreu : בית אגיון), ou Beit Rosh HaMemshala (en hébreu : בית ראש הממשלה, Maison du Premier ministre) est la résidence officielle du Premier ministre d'Israël, située au no 9 rue Peretz Smolenskin, à l'angle de la rue Arthur Balfour, dans le quartier cossu de Réhavia à Talbiyé, dans le centre-ville de Jérusalem-Ouest.

## Histoire
Le bâtiment a été construit pour le banquier juif italien, Edward Raphaël Aghion, qui fut un ancien résidant d'Alexandrie, en Égypte. Il a été conçu par l'architecte juif allemand, Richard Kaufmann, et a été édifié entre 1932 et 1936.
Entre 1939 et 1940, le roi Pierre II de Yougoslavie et sa famille résidaient dans cette maison.
Josephine Baker est venue donner un concert dans la maison vers 1939 ou 1940. Les Aghion ont reçu régulièrement les personnages importants de la Yeshouv parmi eux, le Président Ben Zvi, Weizmann, Rupin, Rivlin, et le Gouverneur Britannique, Durant la guerre israélo-arabe de 1948, il servit d'hôpital pour les combattants de l'Irgun.
En 1952, le gouvernement israélien achète la maison dans le but d'en faire la résidence officielle du ministre des Affaires étrangères. En 1974, le gouvernement israélien décida d'y transférer la résidence officielle du Premier ministre qui, entre 1950 à 1974, se trouvait alors au Beit Julius Jacobs.
Durant les années 1990, un mur fut érigé autour de la propriété afin d'offrir au Premier ministre israélien une plus grande sécurité et intimité. Un angle de la rue Arthur Balfour est aujourd'hui encore fermé et réservé à la circulation des ministres, ainsi que des chefs d'État et de gouvernement en visite officielle.

## Problèmes
Depuis que la résidence officielle du Premier ministre se trouve au Beit Aghion, la circulation dans la rue Arthur Balfour, le quartier de Réhavia et les alentours est devenue de plus en plus encombrée et difficile.